# Ornithophila metallica
Ornithophila metallica är en tvåvingeart som först beskrevs av Ignaz Rudolph Schiner 1864.  Ornithophila metallica ingår i släktet Ornithophila och familjen lusflugor. Arten är reproducerande i Sverige. Inga underarter finns listade i Catalogue of Life.